# Порвин, Алексей Кириллович
Алексе́й Кири́ллович По́рвин (род. 25 августа 1982, Ленинград) — российский поэт, переводчик.

## Биография
Окончил филологический факультет СПбГУ по специальности «Английский язык и литература». Публиковался в журналах «Волга», «Нева», «Дружба народов», «Воздух», альманахе «Новая камера хранения», сетевом журнале «TextOnly» и др. Стихи Алексея Порвина переводились на английский, немецкий, французский, итальянский, чешский, финский языки, публиковались в ведущих зарубежных литературных журналах и антологиях.

## Отзывы
Поэт и литературный критик Валерий Шубинский:

Порвин получил прямое наследство, но в сжатом, сконцентрированном виде. Он не может ни «продолжать», ни, не дай бог, «осваивать» — только «вспоминать» и, вспоминая, становиться собой. Если мое предположение верно и перед нами — поэт уже следующего эона, так же связанного с нашим, как мы — с Серебряным веком, а тот — с Золотым, то вот он, редкий пример той правильной преемственности между большими эпохами, которая в русской поэзии была так дефицитна. — Валерий Шубинский
Поэт и литературный критик Олег Юрьев:

...поэтика Алексея Порвина – знает он сам об этом или не знает – начинается заметно раньше начала русской поэзии по её школьной хронологии. Всем нам, как известно, «первый звук Хотинской оды» стал так или иначе «первым криком жизни», но риторические вирши XVII века, диалогические и поучительные, принадлежат, конечно же, к пренатальному периоду русской поэзии в её современном смысле. Родство их внутренних структур со внутренними структурами стихов Алексея Порвина кажется мне очевидным. — Олег Юрьев
Поэт, переводчик и литературный критик Григорий Дашевский:

В последние годы в поэтическом пространстве все сильнее и резче требование, обращенное к автору: сначала стань некоей фигурой, а потом говори; стихи — это реплики фигуры на некоторой сцене. Словно постоянный холодный ветер, это требование формирует лица говорящих, закаляет их почти до маски. Иногда этот ветер дует из области современного искусства, иногда — из более глубоких эшелонов. Последовательнее всего спорит с этим требованием понимание поэзии как субстанции, сосредоточенной в текстах, а не в авторе; и даже — предъявление стихотворений в отсутствие автора, как предметов обмена на границе племен. Между этими двумя крайними позициями размещается множество личных траекторий. Многослойность, глубина устройства, внутреннее многообразие стихов Алексея Порвина говорят о его близости ко второй позиции. Но у него речь идет не об отсутствии автора, а об его исчезновении из виду, происходящем на наших глазах. «Я» выходит под вышесказанный ветер — и строка за строкой на наших глазах укутывается в стихотворение как в некий кокон, как ребенок — в штору; или как одно живое существо укрывается в другом. Принято говорить о саморазвитии стихотворения; здесь правильнее будет сказать о его самосвитии. «Я» исчезает из виду — однако не растворяется в стихотворной оболочке. Сквозь многообразное, никогда не монотонное движение внешних слоев, складок текста у Порвина пробивается самостоятельный ритм невидимых жестов спрятавшегося в тексте «Я».. — Григорий Дашевский
Поэт и прозаик Николай Кононов:

Алексей Порвин пишет на особенном зыбком языке, который фокусирует смыслы только в момент говорения; высказанные, они так же быстро исчезают, как вообще свойственно мысли, порождённой напряжением самого процесса осознания. И стихотворения, ревизующие логику обыденного говорения, внешне не чуждые лексике философских максим, предстают зыбкими и исчезающими, как воплощённое на миг противоречие, как апория, которая может быть вот-вот разрешена, в конце концов, как обретённое чувство, составляющее вообще-то смысл нашего существования.— Николай Кононов
Поэт и переводчик Анна Глазова:

...главной силой оказывается именно зазор между чёткой формой и разлетающимися образами. Из этих стихов узнаёшь, что можно диктовать правила своей руке и языку, а вместе с тем в душе праздновать торжество образов, если только не предаваться чрезмерности. Это остро чувствуется там, где сильнее всего напряжение между формой и образом, где они рискуют перестать составлять одно целое…— Анна Глазова
Поэт, переводчик, литературный критик Кирилл Корчагин:

Поэзия Алексея Порвина […] явление на удивление целостное и монолитное: несмотря на изящное разнообразие используемых размеров (что по нашим временам вообще редкость), стихотворения сами собой связываются в своего рода большую лирическую поэму. Это достигается особой техникой письма, при которой словарь и метрика тщательно нюансируются, чтобы ничто не мешало общей «прозрачности» стиха, скорее скрывающей от читателя изображаемое, чем выставляющей его на показ: взгляд поэта направлен сквозь события и предметы, непосредственно в сторону текучего (не)бытия…— Кирилл Корчагин
Поэт Василий Бородин:

Бесконечного разброса читательских трактовок эти стихи не допускают: они реалистичны в смысле определенности границ: не аморфный космос над (отчасти заменяющим лирического героя в самом рисковом, по-новому пытающемся стереть границы между автором и читателем, новом искусстве) аморфным мыслящим океаном, а — небо над полем: вот облако; оно — кучевое; до него — столько-то километров; те — перистые, и они выше; за границами атмосферы — безвоздушное пространство, в котором наша Земля идет по орбите, а ты, прохожий-читатель, идешь ногами по пыльной дорожке... и в том, что люди не летают, как птицы, должен был ужЕ убедиться. 
Но именно в этом — в том, что всё имеет свои, в чем-то непреодолимые, границы, и при этом объединено видящим (непрерывным, уходящим за все горизонты) Целым жизни,— и есть главное, самое честное чудо. Стихи возникают и опознаются как встреча автора с этим чудом, как решимость помочь герою стихотворений Михаила Гронаса разведать дивны ли делА.— Василий Бородин
Поэт Лев Оборин:

В основе почти всех текстов лежит микросюжет, достаточный для развертывания важнейших метафизических вопросов. Здесь важны почти неуловимые колебания: отсюда уменьшительные формы, которые должны точнее приблизиться к смыслу: «окошечко», «жестик». Исходное событие может быть сколь угодно незначительно для непоэтического взгляда: ветви шумят за окном, пчела пролетает мимо, человек склоняется над рекой, грузовик проехал по улице. Ситуация изменилась и требует пересмотра отношения к себе: поэт задает вопросы и дает миру указания, советы, а то и обращается к нему с просьбами о восстановлении или продлении гармонии. Он чутко вслушивается в мир и одновременно меняет его: в каком-то смысле это квантовая поэзия.— Лев Оборин
Литературовед, литературный критик Александр Житенев:

В основе лирического текста Порвина, как правило, находится некая сквозная образная линия, которую, ввиду её дискретного характера и ориентированности на одномоментное изменение множества реалий, уместнее назвать не развернутой метафорой, но ассоциативной парадигмой. В стихотворении «Лес, подуставший идти в белизну» такой парадигмой оказывается «обматывание» / «согревание»: «сосны обмотаны беличьим бегом», «плотной одеждой пережато тело», «плоть для согрева души не годится», «чем обмотаю себя». Мотив «тепла», объединяющий текст, соотносит разнокачественные реальности («лес», «тело», душа»), связывает разные проекции «одежды» («беличий бег», «пережатое одеждой тело», «свободно надетая плоть»). Это сопряжение противонаправленных процессов: связывания реалий и расподобления признака их соотнесения – характеризует и целый ряд других текстов поэта. — Александр Житенев
Поэт, переводчик, литературный критик Иван Соколов:

Что сказать про язык Порвина кроме того, что это язык настоящей поэзии? Она одновременно совершенно свободно пользуется инструментарием той поэзии, на которую сегодня принято смотреть как на самую авангардную («в детей молчим боязнью зимы»), и при этом — что куда важнее — уверенно опирается на мощнейший пласт традиции — той, что «актуальнее» любых «поэтических» «измыслов». […] Все намеки на барочную риторичность, на твердую форму — обманка, способ оттенить те семантические и ритмические взрывы, которыми эта поэзия оперирует. Похожим занимался Пушкин, какой уж тут «твердый стих» — все горит.
Как работает эта виртуозность? Это дотошный труд по осмысленному превращению каждого элемента поэтического текста в значащую единицу. Версификационная виртуозность здесь достигается за счет того, что всякая версификация отрицается.— Иван Соколов
Поэт, прозаик, литературный критик Виктор Iванів:

Алексей  Порвин создает современный стих, который стоит особняком, внимательным соглядатаем, блоковским «вопросом на перекрестке». Лирическая по своей форме поэзия Порвина может поставить читателя в некоторое затруднение, которое не сразу бросалось в глаза в его первых сборниках, «Темнота бела» (2009)  и «Стихотворения» (2011), но все яснее проявляется и фактически достигает своего апогея в новой книге поэта. Эта черта – растворение уединенного наблюдателя в мире, воссозданном в слове. Лирический герой исчезает и предъявляет вместо себя ожившие предметы быта, буколические или городские, управляемые взглядом, за перемещениями которого уследить практически невозможно: «Мальчики с утра твердят о звере, / о неспешном тебе среди ветвей (уж лучше голосящие пожары: / время вспышкой телесности истечёт). / Как прожить в разгорячённой мере, / в утомившейся плоти, полной дней? / В прошедшем ливне не хватило пары/ капель: голос и облако – всё не в счёт» (с. 96).— Виктор Iванів

## Книги
- Темнота бела. М.: АРГО-РИСК, 2009.
- Стихотворения/ Предисловие Олега Юрьева. М.: Новое литературное обозрение, 2011. (Шорт-лист премии Андрея Белого; рецензия Валерия Шубинского:  Архивная копия от 9 марта 2014 на Wayback Machine.)
- Live by Fire. New Zealand: Cold Hub Press, 2011.
- Солнце подробного ребра / Послесловие А. Житенева. СПб.: ИНАПРЕСС, 2013. (Шорт-лист премии Андрея Белого.)
- Поэма обращения. Поэма определения. СПб.: MRP, ООО «Скифия-принт», 2017. — 152 с.
- Радость наша Сесиль: стихотворения и поэма / Предисловие А. Конакова. СПб.: Издательство Ивана Лимбаха, 2023. — 148 с. (Шорт-лист премии Андрея Белого.)
- Песня о братьях / Предисловие Е. Захаркив. М.: Новое литературное обозрение, 2024. — 240 с.
- Попытки говорить по-русски. Стихи 2014 - 2024 годов. Спб.: Jaromir Hladik Press, 2025. — 88 c.

## Признание
Шорт-лист премии Андрея Белого (2011).
Лауреат премии «Дебют» (2012).
Шорт-лист премии "Белла" за лучшее стихотворение (2013).
Шорт-лист премии Андрея Белого (2014).
Шорт-лист премии Андрея Белого (2024).